# Mihaela Miroiu
Mihaela Miroiu (n. 10 martie 1955, Sâncrăi, Hunedoara) este o teoreticiană feministă română și activistă pentru drepturile omului. Este profesoară universitară de științe politice la Școala Națională de Studii Politice și Administrative din București. Interesele sale de cercetare cuprind teoriile politice feministe, etica politică, ideologiile politice actuale și politicile de gen.

## Biografie
Mihaela Miroiu s-a născut la Hunedoara (România) și a urmat cursurile Facultății de Filosofie a Universității București, unde a a fost licențiată în Filosofie în 1978 și a obținut titlul de doctor în Filosofie în 1994. Este căsătorită cu Adrian Miroiu, profesor universitar Facultatea de Științe Politice din cadrul SNSPA, București.

### Activitate academică
A fost profesoară de filosofie la Liceul ”Nichita Stănescu” din București, între 1978-1985 și la Liceul ”Alexandru Ioan Cuza” din București între 1985-1993 Din 1994 a devenit lector la Facultatea de Științe Politice din cadrul SNSPA, București în domeniul Filosofie politică și profesor asociat la Facultatea de Filosofie a Universității din București, predând Filosofie feministă. Din 1996, când a devenit conferențiară, a predat Etică politică și Teorii politice feministe Facultatea de Științe Politice din SNSPA, București. În 1997 a devenit decană a Facultății de Științe Politice, mandat exercitat până în 2001.
Ea s-a implicat, prin diverse contribuții instituționale, civice și mediatice în dezvoltarea filosofiei, științelor politice și a democratizării în România. A fost decană a Facultății de Științe Politice din SNSPA între anii 1997 și 2001 și a inițiat primul program doctoral de Științe Politice din România în anul 2000. A inițiat primele cursuri de teorii feministe: în 1994, cursul de filosofie feministă la Universitatea București, Facultatea de Filosofie și a primului masterat de Studii de gen din România în 1998. În 2001 a inițiat și a coordonat prima colecție de Studii de gen din țară, la Editura Polirom. De asemenea, a contribuit la transformarea națională a curriculum-ului de Științe Politice conform cerințelor Bologna (CNEAA) și la evaluarea și dezvoltarea instituțională a Științelor politice în calitate de expertă a comisiei de specialitate din CNEAA în 1997. A fost membră a comisiei de specialitate din CNATDCU între 1999-2003 și vicepreședintă a Comisiei de Științe sociale, președintă a Comisiei de Științe Politice, Juridice, Economice și Administrative, CNATDCU, 2011-2012. A contribuit la inițierea organizațiilor nonguvernamentale: Societatea de Studii Feministe AnA  și Centrul de Dezvoltare Curriculară și Studii de Gen, FILIA. A colaborat alături de Consiliul Național pentru Combaterea Discriminării, dar și cu politicieni, parlamentari, comisii parlamentare și a oferit consiliere pentru politici de egalitate de șanse și politici de educație pentru partidele politice.
Mihaela Miroiu a câștigat granturi personale de cercetare la universități internaționale: la Cornell University, SUA în 1994; la Central European University, Budapesta, Ungaria în 1994, 1995, 1996; la Warwick University în 1997; la New Europe College, București între 1998 și 1999; la St. Hilda’s College, Oxford University, Marea Britanie în 2002; și în 2003-2004 un grant de cercetare Fulbright la Departamentul de Științe Politice, Indiana University, Bloomington, SUA.
A coordonat granturi de cercetare în parteneriat european și american: 200-2001, cu Institute for Advanced Studies, Viena, The Gender Dimension of Education in Romania, 2000-2002, UNESCO, Global Monitoring Report, Case Study on Gender-sensitive Educational policy and Practice, 2003-2004: New Europe College, Etică aplicată: SNSPA, Universitatea Babeș- Bolyai, 2004-2005: Fundația Konrad Adenauer, Etica în universitățile romanești;  ERSTE Foundation: Comparative research: Gender in Central and Eastern Europe: Feminism and Poverty, 2009-2012: FRAGEN  IIAV, International Information Centre and Archives for the Women’s Movement, 2009-2012: The Everyday Experience of Women’s Emancipation in the U.S. and Romania in the Twentieth Century and Beyond:  A Transnational Study in parteneriat cu Indiana University, Bloomington, (Maria Bucur, 2009-2010).
A susținut conferințe sau cursuri ca profesor invitat la Cornell University, Central European University din Budapesta, universitățile din Manchester și Warwick, Indiana University, University of Santander, Universitatea din Viena, Universitatea din Stockholm și Goteborg.
A fost și este membră a European Consortium of Political Science (ECPR), International Association of Political Sciences (IAPS), Association for Women in Slavic Studies Eurasian and East-European Studies (AWSS), International Association of Women Philosophers (IAWP), International Association for Philosophy Teachers (IAPhT), Societatea de Analize Feministe AnA, Societatea Română de Științe Politice, Centrul de Studii de Gen FILIA.

### Implicare politică
S-a implicat, ca intelectuală publică, în scrierea de articole și luări de poziție, pentru democratizare și statul de drept și împotriva discriminării și pentru egalitate de șanse în publicațiile: Dilema, Revista 22, Observatorul Cultural, Adevărul, Gândul, Avantaje. S-a implicat în analiza critică a politicii românești și emisiuni culturale și de dezbatere politică la televiziune: TVR, Pro TV, Realitatea TV, Antena 1 și la televiziuni locale.

## Contribuții teoretice

### Filosofie feministă
Este autoarea primei lucrări românești de filosofie feministă și de critică a postmodernismului filosofic din perspectiva feministă în 1995 - Gândul umbrei. Abordări feministe în filosofia contemporană În această lucrare, Mihaela Miroiu analizează „alianța și mezalianța” între feminism și filosofie, inclusiv în filosofia românească, argumentând în favoarea reevaluării filosofice a femininului și femeiescului (inclusiv prin experiența epistemic privilegiată a nașterii, perspectivă pe care ea o numește “esențialism local”), în contextul unei culturi încă dominate de dihotomii și de ideea că femeile sunt mai degrabă tratate ca „umbre ale gândului filosofic”. Miroiu analizează limitele distincției sex-gen, natural-cultural și ale umanismului ca andromorfism și argumentează necesitatea ginomorfismului pentru întregirea umanismului. În ultima parte a cărții: „Stăpânire, mediere, sacrificiu”, completează tabloul cauzelor care conduc la păstrarea femeilor ca umbre ale gândului filosofic și nu ca “gânduri ale umbrei”, prin analiza relației canonice între „gânditori/creatori” și femei ca mijloace pentru scopurile creatorilor, sistematic împiedicate să aibă acces direct la producerea de weltanschauung. Exemplul paradigmatic pe care îl dezvoltă, pentru cazul culturii române, este cel al Anei lui Manole, din legenda Mănăstirea Argeșului și a interpretărilor acestuia astfel încât să denatureze sacrificarea involuntară a Anei, considerând zidirea ei un sacrificiu voluntar pentru scopurile creatorului.
A scris cartea de etică feministă Convenio, despre natură, femei și morală în 1996 (reed. 2002 și tradusă în Macedonia, la ed. Pro Litera, în 2002) și a dezvoltat o perspectivă teoretică proprie în etică prin teoria convenabilității. Această perspectivă filosofică asupra moralei se înscrie ”ca abordare particulară în contextul eticilor feministe, dar, prin tipul de argumentare, se apropie de multe alte perspective teoretice asupra moralei: kantianism, utilitarism, etica drepturilor, teoria rawlsiană a dreptății și criticile feministe ale acesteia, etica grijii. Convenio provine din limba latină (convenio, -veni, -ventum, -venire) și înseamnă a veni împreună, a veni din toate părțile, a se întruni, a fi de acord, a se potrivi, a se înțelege; însă conceptul se sprijină pe componenta identificării subiectului moral – ”noi” – ”care trebuie bine definit – fiindcă în abordările tradiționale, ascuns, și profund disimulat ”noi” era un construct cultural, care ascundea în sine hegemonie – în particular dominarea modelelor bărbătești ale normativității”. În primul capitol din Convenio, Miroiu pleacă de la abordări teologice feministe, cu insistență asupra interpretărilor care conduc la inferiorizarea femeilor și corporalității, în opoziție cu spiritul și litera Evangheliilor, lipsite major de mesaje misogine, ba dimpotrivă, încărcate cu mesaje egalitare și cu o insistență semnificativă asupra atitudinii femeilor din preajma lui Hristos și a lui Hristos față de femei. Miroiu utilizează acest filon de inspirație ca să argumenteze valențele feministe și eco-feministe ale creștinismului (îndeosebi a celui răsăritean, în virtutea perihorezei.Plecând din acest loc, ea reia discuția în contextul eticilor seculare, amintite la început, critică parțial perspectivele raționaliste și etica grijii și oferă o interpretare „convenabilistă”, avantajoasă față de celelalte fiindcă poate să fie aplicată nu doar între oameni, ci și între oameni și ființe non-umane, în virtutea faptului că alegerea rațională și empatia permit să ne situăm moral atât ca membri ai comunității umane, cât și ca membri ai comunității biotice (înțelegere prin nevoi și experiențe comun împărtășite).

### Teorie și analiză politică
A editat, împreună cu Adrian Miroiu, primului ghid de termeni politici specifici democrației în 1990 - Ghid de idei politice. În 1997 publică, împreună cu Vladimir Pasti și Cornel Codiță cartea România. Starea de fapt: Societatea, o diagnoză a evoluției societății românești (pe care o caracterizează ca “societate de supraviețuire” cu „democrație de vitrină”.
În 1999 publică Societatea retro, o lucrare în care autoarea analizează tendințele ideologice și politice ale perioadei postcomuniste ca pe un „cocktail de conservatorisme”, anume o combinație dominantă între conservatorismul de stânga, reprezentat de socialiști, bine susținuți de majoritatea electoratului în condițiile dezindustrializării, pierderii status-ului și locului de muncă și de dreapta, reprezentat politic de PNȚ și PNL și dominant de asemenea în oferta mainstream a intelectualilor publici. Ea argumentează faptul că politica românească postcomunistă a oscilat între două conservatorisme: cel de stânga și cel de dreapta, ambele atipice și diferite față de tradiția conservatoare occidentală. Conservatorismul de stânga, urmărește creșterea organică a economiei de piață din cea centralizată, de stat, nașterea descentralizării din centralism și a democrației din totalitarism. Conservatorismul de dreapta, are mai multe fețe: liberal, tradiționalist, paternalist sau al noii drepte - cripto-conservatorismul. Aceste tipuri de conservatorisme au ca elemente principale menținerea status-quo-ului și hrănirea ”tendințelor de excludere sau marginalizare socială a unor categorii de oameni”.În anul 2000 ea inițiază teoretizarea și analizarea conservatorismului de stânga și pe plan internațional, în contextul celui de-al XVIII-lea Congres Internațional al Political Science Association (IPSA), desfășurat la Quebec: “Poverty, Authority and Leftist Conservatism”.
În 2004, publică Drumul către autonomie. Este prima carte de teorii politice feministe a unei autoare române. În acest context, Mihaela Miroiu analizează evoluția și orientările teoriilor și mișcărilor politice feministe, incluzând România în context. Considerând că scopul comun al feminismului, indiferent de orientare, este acela ca femeile să poată să devină autonome față de gândirea, cultura, politicile și practicile patriarhale, Miroiu respinge ideea că se poate vorbi despre feminism comunist. Feminismul, ca ideologie și mișcare politică este posibil doar în societățile deschise, pluraliste. Comunismul este un patriarhat de stat care confiscă autonomia tuturor cetățenilor și nu admite niciun „ism” alternativ. Miroiu reia această discuție, 2007, în contextul unei dezbateri internaționale în revista Aspasia. Într-adevăr, susține ea, comunismul a reprezentat o contribuție la independența economică a femeilor, acces la educație și profesii, dar nu le-a permis să se organizeze autonom ca să își reprezinte interesele. Comunismul, susține Miroiu, a consacrat și legitimat dubla zi de muncă pentru femei și, în plus, în cazul celui din România, le-a confiscat facultățile reproductive prin politica pronatalistă. Postcomunismul a însemnat și o întoarcere la tradiția conservatoare în privința femeilor, via revigorarea masivă a religiozității, a ne-reprezentării politice a femeilor și a conservatorismului de stânga și de dreapta în politica românească. Dezindustrializarea a transformat bărbații în victime favorite ai tranziției iar privatizarea i-a transformat pe unii dintre ei în clienți favoriți ai statului. Miroiu folosește sintagma: bărbații statului și femeile pieței, pentru a exprima atât retragerea statului din apărarea intereselor femeilor, cât și contribuția femeilor la crearea și dezvoltarea economiei de piață. Cu alte cuvinte, ea argumentează că, în contradicție cu tradiția feministă occidentală, politicile postcomuniste au arătat mai degrabă că femeile ar fi avut de câștigat din politici liberale, căci ele au fost lăsate fără protecție în competiția de piață, pe când bărbații au fost protejați în întreprinderi de stat falimentare, prin protecție socială mascată. Această abordare i-a adus ulterior critici din partea feministelor socialiste. În același volum ea introduce conceptul de “feminism politic room-service” dezvoltat ca rezultat al impunerii unei legislații sensibile la gen din Centrul și Estul Europei prin prisma autorității actorilor politici internaționali, în special cei europeni (FMI, Banca Mondială, NATO), înainte ca actorii politici locali să recunoască această nevoie; o strategie a emancipării impusă de sus, care acoperă slăbiciunile unei societăți postcomuniste. Ea dezvoltă analiza comparativă a cadrelor teoretice ale feminismului politic, analiza relațiilor de gen în comunism și postcomunism, democrația neliberală (electoralistă) prin publicațiile științifice și conferințele internaționale.

### Studii de gen
Mihaela Miroiu a inițiat cercetarea și studiile de gen în România și a introdus primele cursuri universitare de teorie feministă în România, la Facultatea de Filosofie a Universității București în 1994 primul masterat de studii de gen, în 1998 la SNSPA.
A coordonat, împreună cu Laura Grünberg, volume de inițiere în studii de gen Gen și educație și Gen și societate (1997). De asemenea, a introdus și a coordonat prima colecție de Studii de gen la editura Polirom, începând cu anul 2001 și a promovat cercetarea românească de profil în Europa și SUA. În 2002, împreună cu Otilia Dragomir a editat volumul Lexicon feminist, un dicționar cu rol de inițiere în studiul termenilor și autorilor feminiști, a publicațiilor și mișcărilor feministe. A scris primul ghid de politici de promovare a echității de gen în învățământul superior din Europa de Est, UNESCO - Guidelines for Promoting Gender Equity in Higher Education in Central and Eastern Europe în 2003. A contribuit la afilierea Studiilor de gen la rețeaua europeană de profil ATHENA European Network for Gender Studies în 2002. De asemenea a implementat proiecte de politici de gen în educație pentru Ministerul Educației.
A coordonat, Barometrul de gen, împreună cu Renate Weber (2000), prima cercetare națională referitoare la percepțiile relațiilor și rolurilor de gen în societatea românească. A editat Patriarhat și emancipare în gândirea politică românească cu Maria Bucur (2002), Nașterea. Istorii trăite, cu Otilia Dragomir (2010) și volumul Mișcări feministe și ecologiste în România (2015). Ea a coordonat cercetări pe tematica: gen și educație, gen și politică, gen și cetățenie, femeile și sărăcia, problematica de gen în comunitatea romă.

### Etică
Mihaela Miroiu a introdus cursul de etică politică în 1997 și a scris, în colaborare cu Gabriela Blebea, prima lucrare de etică profesională în 2001- Introducere în etică profesională. Semnificativ pentru interesul ei constant pentru perspectiva etică în teorii politice și politici de gen este faptul că a utilizat o grilă de etică politică în construcția analizelor cuprinse în volumului Ideologii politice actuale. Semnificații, evoluții și impact (2012). Aceasta i-a permis să clasifice ideologiile în funcție de gradul în care acestea acceptă și încurajează autonomia personală, drepturile universale ale omului, ale femeilor și ale minorităților, dreptatea socială, dreptatea de mediu, operând cu trei categorii mari de ideologii: pluraliste, hibride și moniste.
A fost interesată de analiza modul manipulant politic în care a fost utilizate conflictele derivate din strategiile de lustrație în România. De asemenea, ea a coordonat o primă cercetare națională asupra eticii în universitățile românești și a proiectului de cod etic adoptat de către Ministerul Educației și Cercetării în 2005. A susținut un curs de etică aplicată la masteratele de psihologie, la Universitatea Babeș-Bolyai, între anii 2000 – 2011. În prezent, predă cursul de Etică în relații internaționale la SNSPA.

### Educație și politici de educație
În ceea ce privește politicile educaționale, Miroiu a contribuit semnificativ la reformarea predării filosofiei în liceu, după căderea comunismului. A coordonat primului manual de reformă în 1993, reeditat timp pe 7 ani. A coordonat primul manual de cultură civică pentru licee - Cultura civica. Democrație, Drepturile Omului. Toleranță  în 1995.
Alte publicații importante în acest domeniu țin de analiza politicilor de educație Învățământul românesc azi, 1998 (în colaborare cu Gabriel Ivan, Vladimir Pasti, Adrian Miroiu) și analiza politicilor de gen în educație, prin granturile internaționale de cercetare  The Gender Dimension of Education in Romania, Institute for Advanced Studies, Viena (2001) și Case Study on Gender-sensitive Educational policy and Practice, SNSPA (2003) și cartea Guidelines for Promoting Gender Equity in Higher Education in Central and Eastern Europe (2003), precum și numeroasele articole din domeniu.

### Publicistică
Mihaela Miroiu a fost și este prezentă în presa de opinie din România, încă din 1992. A colaborat sistematic la Revista 22 și episodic la Dilema, Observator cultural, Avantaje, precum și la cotidianele Curentul, România liberă, Adevărul, Gândul, Cotidianul. A grupat o parte semnificativă a acestor articole, în funcție de tematica dominantă în volumele: Neprețuitele femei (2006) și Dincolo de îngeri și draci. Etica în politica românească în 2007.

### Literatură
Mioriu mărturisește că fost atrasă de scriitura literară încă din liceu. A continuat să scrie literatură de sertar, pentru cercul ei de prietenii, în anii 80 (nuvele și romanul Povestiri despre Cadmav). Nu le-a publicat după 1990. În 2005 a publicat, împreună cu Mircea Miclea, cartea autobiografică R’Estul și Vestul. Din 2014 colaborează la revista literară online cu proză autobiografică, la revista Literatura de azi, sub genericul: «Cu mintea mea de femeie».

## Critici
O serie de critici vin dinspre alte feministe, multe est-europene și se referă la faptul că Miroiu respinge ideea compatibilității între feminism și comunism, atâta vreme cât femeile nu au putut să se asocieze liber, să își formuleze propriile interese, să le pună pe agenda culturală, civică și politică. Cea mai semnificativă dispută referitoare la aceste argumente a avut loc în paginile revistei Aspasia. International Yearbook of Central, Eastern and Southeastern European Women’s and Gender History, Volume I, New York, 2007, în contextul forumului de dezbatere propus de Mihaela Miroiu: “Comunismul a fost un Patriarhat de stat, nu un feminism de stat ». O serie de autoare îi critică perspectiva: Krassimira Daskalova, Elena Gapova, Angelika Passara. Altele își revizuie propria perspectivă asumată în anii 70 cu privire la relația între marxism și feminism: Jane Slaughter și Marylin Boxer.
Critici ale înclinației Mihaelei Miroiu către feminismul liberal (în relație cu liberalismul etic de tip welfare), respectiv de riscurile unei abordări mai puțin apropiată de rolul asistențial al statului și de politicile de protecție a femeilor sunt formulate și de către Anca Gheauș. Această înclinație este însă privită drept contextual rezonabilă de către Nanette Funk. O altă critică ține de feminismul liberal românesc care a tins să fie omogen și în general axat pe drepturile, libertățile și autonomia femeilor de lipsa de intersecționalitate a acestuia cu etnia, clasa sau orientarea sexuală a femeilor. De asemenea, profesionalizarea și ONG-izarea mișcării și de accentuarea ajutorării și nu emancipării femeilor și lipsa de contact cu femeile pe care le reprezintă este o altă critică.  Mihaela Miroiu răspunde acestor critici în același volum destinat analizei mișcărilor feministe și ecologiste din România, precum și implicit criticilor internaționale în studiul “On Women, Feminism and Democracy”.
Andreea Molocea în ”(Re)construcția feminismului românesc (1999-2000)” vorbește de feminismul românesc ca fiind de factură intelectuală și academică deoarece majoritatea feministelor din primii ani proveneau din mediul educațional. Provenind din acest mediu, activistele au tins să limiteze diversitatea de acțiune și au fost mai degrabă deschise spre teoriile feministe din Vest. Având tendința de a se raporta și a semnala probleme în conformitate cu statutul și perspectivele lor, feministele au omis ”în acei ani chestiunea femeilor sărace, care se confruntă cu dificultățile tranziției, probleme pe care le cunoșteau prea puțin fiindcă ele nu fuseseră cercetate. Această defazare este întărită de lipsa unor ONG‑uri sau activități care să implice și să reprezinte interesele femeilor din zona rurală.
În ceea ce privește activitatea de militantă pentru drepturile femeilor, Mihaela Miroiu a fost criticată pentru că a avut o atitudine pasivă față de anumite acte de hărțuire sexuală ce i-au fost aduse la cunoștință de una dintre studentele Școlii Naționale de Studii Politice și Administrative (SNSPA). Actele de hărțuire sexuală de care a fost acuzat profesorul Marius Pieleanu s-ar fi desfășurat la începutul anilor 2000, când  Facultatea de Științe Politice a SNSPA, în care acesta activează, era condusă de Adrian Miroiu, soțul Mihaelei Miroiu.  Ea a răspuns criticilor susținând că la momentul desfășurării acelor incidente nu exista încă un cod de etică universitar care să permită sancționarea hărțuirii sexuale. 

## Lucrări publicate
Mihaela Miroiu este autoarea a unui număr de cărți academice, printre care, în filosofie Gândul Umbrei. Abordări feministe în filosofia contemporană (1995), Convenio. Despre natura, femei și morală (1996, reed 2002, trad. in Macedonia), în teorii politice: Societatea retro (1999), politici de gen: Guidelines for Promoting Gender Equity in Higher Education in Central and Eastern Europe (2003), Drumul către autonomie. Teorii politice feministe (2004), coautoare a volumului destinate domeniului științe politice: România. Starea de fapt (1997), cu Vladimir Pasti și Cornel Codiță, co-editoare a unor volume printre care științe politice: Patriarhat și emancipare în gândirea politică românească (împreună cu Maria Bucur, 2002), Ideologii politice actuale (2012) și în studii de gen: Lexicon feminist (2002). Este autoare a volumelor de publicistică: Neprețuitele femei (2006), Dincolo de îngeri și draci. Etica în politica românească (2007) și a cărții de literatură autobiografică R’Estul și Vestul (împreună cu Mircea Miclea, 2005).
Mihaela Miroiu a scris numeroase articole științifice în reviste naționale precum, AnALize, Revista de cercetări sociale, Sfera Politicii, New Europe College Yearbook, Perspective Politice  sau articole în reviste internaționale precum European Journal of Women's Studies - Sage Publications, Aspasia, Review Regio, Prospects, Feminismos Zeitschrift fur feministische Politik-Wissenschaft, International Yearbook of Central, Eastern and Southeastern European Women’s Cronique Feministe, Gender History, Journal of Women in Culture and Society, Women's History Review, Routledge, Perspectives on Politics, Women's Studies International Forum, și studii în volume apărute la edituri internaționale Westview Press, Lexington Books, Hokkaido University Press. De asemenea, ea a participat la numeroase congrese și conferințe internaționale. 
- Gândul Umbrei. Abordări feministe în filosofia contemporană, Alternative Publ. House (București), 1995
- Convenio. Despre natură, femei și morală, Alternative Publ. House (București),1996, reed. Polirom (Iași), 2002
- România. Starea de fapt (coautori V. Pasti, C. Codiță), Nemira (București), 1997
- Învățământul românesc azi, (coautori Gabriel Ivan, Vladimir Pasti, Adrian Miroiu), Polirom (Iași) 1998
- Societatea Retro, Editura Trei (București) 1999
- Introducere în etică profesională (coautoare Gabriela Blebea), Editura Trei (București), 2001
- Politici ale echitații de gen. Ghid pentru învățământul universitar din Europa Centrala și de Est, Politeia (București), 2003.
- Drumul către autonomie. Teorii politice feministe, Polirom (Iași), 2004
- R’Estul și Vestul (coautor Mircea Miclea), Polirom (Iași) 2005
- Neprețuitele femei, Polirom (Iași) 2006
- Dincolo de îngeri și draci. Etica în politica românească Polirom (Iași), 2007

### Cărți editate (selecție)
- Ghid de idei politice (coed. Adrian Miroiu), Pan-Terra (București), 1990
- Jumătatea anonimă, Editura Șansa (București), 1995
- Gen și Educație (coed. Laura Grünberg), ANA (București), 1997
- Gen și societate (coed. Laura Grünberg, Alternative (București), 1997
- The Gender Dimension of Education in Romania, SOCO project Paper No.83, IWN Policy Project (Vienna), 2000
- Gender Barometer (coed. Renate Weber). Open Society Foundation and Gallup Organization (București), 2000
- Lexicon feminist (coed. Otilia Dragomir), Polirom (Iași), 2002
- Patriarhat și emancipare în gândirea politică românească (coed. Maria Bucur), Polirom (Iași), 2002
- Nașterea. Istorii trăite (coed. Otilia Dragomir), Polirom (Iași), 2010
- Ideologii politice actuale. Semnificații, evoluții și impact Polirom (Iași), 2012
- Mișcări feministe și ecologiste în România (1990-2014), Polirom (Iași), 2015

### Manuale (editoare și coautoare)
- Lecții de filosofie, Humanitas (București) 1990
- Filosofie. Manual pentru licee, Editura Didactică și pedagogică (București), 1991, 1992
- Filosofie. Teme de studiu pentru licee, Editura Didactică și pedagogică (București), 1993-1998
- Cultură civică. Democrație, Drepturile Omului. Toleranță, Editura Didactică și pedagogică (București), 1995
- Filosofia, fericirea, dreptatea, All (București), 1995, 1997
- Filosofia, fericirea, dreptatea, Dumnezeu, All (București), 1999

### Studii și articole internaționale (selecție)
- "From Pseudo-Power to Lack of Power", European Journal of Women's Studies, Sage Publications, no. 1, 1994, pp. 107–100
- “Ana's Land. The Right to be Sacrificed", Ana's Land, Sisterhood in Eastern Europe, Westwiew Press Publications (Boulder), 1996, pp. 136–40
- “All in One: Fairness, Neutrality and Conservatism – A Case Study of Romania”, Prospects,  vol. XXXIV, no. 1, 2004, pp. 85–100
- “Post-Totalitarian Pre-Feminism”, (coauthor Liliana Popescu),Romania since 1989. Politics, Economics and Society, Henry F. Carey (Ed.), Lexington Books (Maryland), 2004, pp. 297–314
- “State Men, Market Women”, Feminismos, Muyer y participation politica, Universita Alicante, Numero 3, 2004, pp. 84–99
- “Communism was a State Patriarchy, not a State Feminism”, Aspasia. International Yearbook of Central, Eastern and Southeastern European Women’s and Gender History, Volume I, 2007, pp. 197–201.
- ”An Exotic Island: Feminist Philosophy in Romania”,Signs: Journal of Women in Culture and Society, Vol. 34, No. 2, 2009, pp. 233–239
- ”Not the Right Moment. Politic of the Delay”, Women's History Review, Routledge, Issue 1, Vol. 18, 2010, pp. 575–593
- ”A Mind of Our Own. Gender Studies in Romania”, Aspasia. International Yearbook of Central, Eastern and Southeastern European Women’s and Gender History, Volume 4, 2010, pp. 167–176
- ”The Politics of Domestic Violence in Postcommunist Europe and Eurasia”, Local Activism, National Policies, and Global Forces, Katalin Fábián (Ed.), Indiana University Press (Bloomington), 2010,'Perspectives on Politics Review. Nr,  9, Vol. 2, 2011, pp 461 – 463
- ”Guidelines for Promoting Gender-Inclusive Curriculum in Higher Education”, From Gender Studies to Gender in Studies. Case Studies on Gender Inclusive Curriculum in Higher Education, Laura Grünberg Ed., CEPES UNESCO (Bucharest), 2011, pp.227-246
- “Morality in Politics, or the Politics of Morality? “Neo-Purification” in Romania”, Applied Ethics. Perspectives from Romania, Mureșan Valentin and Shunzo Majima (Eds.), Hokkaido University Press, 2013, 209-228
- ”Feminism and Ethical Liberalism: Reflections on Postcommunist Transition”, Global Capitalism, Socialist Markets and Feminist Interventions Shanghai University (Shanghai), 2014, pp. 230-257
- ”On Women, Feminism and Democracy”, Post-Communist Romania at Twenty-Five. Linking Past, Present and Future Stan, Lavinia and Diane Vancea (Eds.), Lexington Books (New York), 2015, pp. 83-102

## Premii
A primit numeroase premii printre care Women Inspiring Europe, European Institute for Gender Equality (2010), Bruxelles; Outstanding Achievements Award, Association for Women in Slavic Studies Eurasian and East-European Studies (AWSS), Los Angeles, November, 2010; Profesor Bologna, Asociația Națională a Studenților din România, 2007; premiul pentru Promovarea Egalității de Șanse în România, Consiliul Național pentru Combaterea Discriminării, București, 2005; pentru promovarea drepturilor femeilor, Femeia Anului 2005, Revista Avantaje.

## Interviuri
- „Cred ca sintem o tara moarta dupa metafore si compuneri libere“. Interviu cu Mihaela MIROIU, Ovidiu Șimonca, Observator cultural - numărul 343, octombrie 2006
- „Traim intr-o Romanie virtuala“ (I). Interviu cu Mihaela MIROIU, Svetlana Cârstean, Observator cultural - numărul 83, septembrie 2001
- „Traim intr-o Romanie virtuala“ (II). Interviu cu Mihaela MIROIU, Svetlana Cârstean, Observator cultural - numărul 84, octombrie 2001
- INTERVIU Mihaela Miroiu, profesor universitar: „Matematica e un fetiș național“, 6 iunie 2014, Anca Vancu, Laurențiu Ungureanu, Adevărul
- INTERVIU (partea a II-a) Mihaela Miroiu, profesor universitar: „Suntem în cel mai bun moment istoric al României“, 7 iunie 2014, Anca Vancu, Laurențiu Ungureanu, Adevărul